# Jan van der Marel
Jan van der Marel (* 13. Januar 1968 in Nieuwkoop) ist ein ehemaliger niederländischer Triathlet.

## Werdegang
In den 1990er Jahren war Jan van der Marel einer der stärksten Triathleten aus den Niederlanden.
Er ist mehrfacher Niederländischer Meister auf der Triathlon-Langdistanz (1993, 1996, 1998, 1999). Beim Ironman Hawaii belegte Jan van der Marel 1996 den neunten Rang. Er ist zudem zweifacher Staatsmeister im Wintertriathlon (1995, 1998) sowie im Duathlon (1991, 1995).
Im September 1999 wurde er mit seinem vierten Sieg im Almere-Triathlon Europameister auf der Langdistanz und er hält dort seitdem mit seiner Siegerzeit von 7:57:46 Stunden den Streckenrekord.
Seit 2000 tritt Jan van der Marel nicht mehr international in Erscheinung.

## Sportliche Erfolge
| Datum/Jahr    | Rang | Wettbewerb                        | Austragungsort | Zeit     | Bemerkung                                           |
| ------------- | ---- | --------------------------------- | -------------- | -------- | --------------------------------------------------- |
| 15. Sep. 1990 | 45   | ITU Triathlon World Championships | Orlando        | 01:59:07 | ITU-Triathlon-Weltmeisterschaft auf der Kurzdistanz |

| Datum/Jahr    | Rang | Wettbewerb                                         | Austragungsort | Zeit     | Bemerkung                                                                            |
| ------------- | ---- | -------------------------------------------------- | -------------- | -------- | ------------------------------------------------------------------------------------ |
| 18. Juni 2000 | 16   | ITU Long Distance Triathlon World Championships    | Nizza          | 06:39:26 | Triathlon-Weltmeisterschaft auf der Langdistanz beim Triathlon International de Nice |
| 11. Juli 1999 | 13   | ITU Long Distance Triathlon World Championships    | Säter          | 05:57:13 | Triathlon-Weltmeisterschaft auf der Langdistanz                                      |
| 4. Sep. 1999  | 1    | ETU Long Distance Triathlon European Championships | Almere         | 07:57:46 | Triathlon-Europameister auf der Langdistanz beim Almere-Triathlon                    |
| 14. Juli 1996 | 3    | Ironman Europe                                     | Roth           | 08:12:53 | [ 2 ]                                                                                |
| 1998          | 1    | Almere-Triathlon                                   | Almere         | 08:11:32 |                                                                                      |
| 1997          | 2    | Almere-Triathlon                                   | Almere         | 08:03:52 |                                                                                      |
| 1996          | 9    | Ironman Hawaii                                     | Hawaii         | 08:35:56 | [ 3 ]                                                                                |
| 1996          | 1    | Almere-Triathlon                                   | Almere         | 08:01:13 |                                                                                      |
| 1985          | 2    | Almere-Triathlon                                   | Almere         | 08:18:34 |                                                                                      |
| 1994          | 3    | Almere-Triathlon                                   | Almere         | 08:37:00 |                                                                                      |
| 1993          | 1    | Almere-Triathlon                                   | Almere         | 08:16:21 |                                                                                      |

| Datum/Jahr   | Rang | Wettbewerb                                     | Austragungsort | Zeit     | Bemerkung                                                             |
| ------------ | ---- | ---------------------------------------------- | -------------- | -------- | --------------------------------------------------------------------- |
| 7. Juni 1998 | 6    | ITU Long Distance Duathlon World Championships | Zofingen       | 06:34:31 |                                                                       |
| 1. Juni 1997 | 8    | ITU Long Distance Duathlon World Championships | Zofingen       | 06:42:15 | Duathlon-Weltmeisterschaft auf der Langdistanz beim Powerman Zofingen |

(DNS – Did Not Finish)